# 松尾直子
松尾 直子（まつお なおこ）は、アナウンサーやＴＶリポーター。2005年からは、ｍａｎａレインボーを主宰し、自己成長や人間関係、コミュニケーション、子育てに関するセミナー、カウンセリング、カウンセラー養成や講演などを行なっている。
1983年に上智大学心理学科を卒業後、宮崎放送の局アナウンサーとして3年半勤務した後、独立。
アナウンサーやＴＶリポーターキャリアをはじめ、ニューヨークでの異文化体験や、心理学から脳科学、幾何学までの幅広い知見をもとに、自己成長や人間関係、コミュニケーション、子育てといったさまざまなテーマでのセミナーや講演、カウンセリングを展開し、詩やシナリオなどの創作活動も行なっている。
ニューヨークに4年間滞在し、日テレ「ズームイン!!朝!」等のリポーターをしながら、ニューヨーク大学大学院で、異文化間コミュニケーションと放送学の修士号を取得した。
帰国後は、NHKやテレビ朝日で報道番組の企画制作に従事する。全脳幼児教育の「七田チャイルドアカデミー」で企画・広報・教材制作などに携わる傍ら、親子向けイベントを開催する「鎮守の森ネットワーク」や、心と体とナチュラルライフをテーマにした「学びの楽園ＧＡＩＡ」を主宰したほか、「自分らしさを生きる力に育む学校」づくりなどユニークな活動を展開した。この間、ビジョン心理学やインナーチャイルドセラピー等の欧米の深層心理セラピーも学び、教育学、脳科学、幾何学なども幅広く修得した。

深層心理学をベースに、相手の気持ちに寄り添い、その人ならではの力を引き出すセミナーやカウンセリングは、さまざまな悩みや苦しみを癒やし、その人が自分らしくイキイキと生きる糸口になっている。
なかでも、多様な学びや経験をもとに構築した独自の「テトラバランス人間力学」（詳しくは後述）は、あらゆる問題や人間関係の相克を解き、個性や違いを活かし合えると好評を博している 。
2009年からは関東学院大学の非常勤講師として、創造性活性、人間関係、コミュニケーション、映像制作、企画とシナリオなどのテーマで講義をしている。
著書
『インナー・チャイルド～人生がワクワクしてくる子供心の超パワー』（講談社）、イメージワークＣＤに『インナー・チャイルド』『星のゆりかご』などがある。

## 学歴・資格など
1960年、東京都で生まれる。8才で横浜市に転居する。
1979年、神奈川県立横浜翠嵐高等学校卒業。
1983年、上智大学心理学科卒業。大学時代はアフリカ旅行やアメリカでのグライダー体験など、世界を飛び回る。卒論は、福島章教授の下で殺人罪に問われた被告人の精神鑑定の助手を務め、甘えと攻撃性についてまとめた。
1990年、ニューヨーク大学大学院で、異文化間コミュニケーション・放送学の修士号を取得。
その後、ビジョン心理学、インナーチャイルドセラピー等の欧米の深層心理セラピーや神聖幾何学などを学ぶ。また、より良い親子関係講座（Active Parenting）のリーダー資格とトレーナー資格を取得。さらに、アメリカのエドビジョンセミナーで、プロジェクト・ベース学習の指導法を修得。レイキ資格（3rdディグリーまで）も取得している。

## 活動

### アナウンサー・リポーター時代
1983年、大学卒業後宮崎放送（ＭＲＴ、ＴＢＳ系テレビ・ラジオ局）に入社。3年半にわたって局アナウンサーとして勤務。
1986年9月に退社してニューヨークに渡り、ＴＢＳの番組「朝のホットライン」や「新世界紀行」で企画・取材やリポートを担当したほか、日本テレビ「ズームイン!!朝!」で2年間にわたってＮＹリポーターを務める。
1990年に帰国後、NHKスペシャル「20世紀プロジェクト」の企画・リサーチャーや、テレビ朝日「ステーションEYE」のリポーター･ディレクターなどを務める。

### 教育・社会活動
1992年から6年間にわたって、全脳幼児教育の「七田チャイルドアカデミー」で、子育て新聞の編集長や広報・企画、教材制作などに携わる。
社会活動では、1991年にバングラデシュで学校づくりなどを進めるＮＧＯに参加。その後、「地球環境ジュニア国際会議」の企画・進行に従事したり、古代文明における地球と共生する生き方を紹介する「女神文明研究会」や、オリジナルストーリーの朗読会にも参画した。また、「東洋医学免疫研究会」主催の「心と体の相談室」の心部門顧問として講演を全国各地で行なう。
1995年には「鎮守の森ネットワーク」を主宰し、自然の中で親子一緒に楽しむ各種イベントを実施した。
1996年、「学びの学園ＧＡＩＡ」を主宰し、心と体とナチュラルライフに関するセミナーを開催した。
1997年に娘を出産し、3年間にわたって育児に専念した後、子育て講座等を再開。2002年から子育て支援センターで、親子関係講座やワークショップの開催、子育て相談に当たる。
2003年、自分らしさを生きる力に育む「夢の花咲く大地の学校」をつくるプロジェクトを、ＮＰＯ法人ミレニアムシティと自然農園「くりもと地球村」の協力を得て千葉県香取市で進めたが、2004年に交通事故に遭って負傷し中断。実現していない。
2005年から現在まで、manaレインボーの代表としてセミナーやカウンセリングを行なう。他にも、ららぽーと横浜内のカルチャースクールで各種セミナーを開催。各地で出張講演も多数行なう。
2009年から現在まで、関東学院大学で非常勤講師として創造性活性、人間関係、コミュニケーション、映像制作、企画とシナリオを教えている。同大学の生涯学習センターでも各種コースを教える。

### manaレインボーでセミナー・カウンセリング
2005年にｍａｎａレインボーを立ち上げ、代表を務める。豊かな人間関係とコミュニケーション力を培う「テトラバランス人間力学」(詳しくは後述）「クリエイティブ・コミュニケーション」のほか、自己成長をサポートする「ハートケア・レッスン」「インナーチャイルドセミナー」、伸び伸びした子育てのための「より良い親子関係講座」「子供を伸ばすほめ方・叱り方」「キレない子供に育てるには」、潜在力を活かす「エネルギーワーク、夢を実現する「ビジョナリーコース」、「カウンセラー養成コース」などのセミナーを開催。
また、深層心理を活かして、深い気持ちを受けとめ、イメージワークによってその人が本当に望む答えを見出すカウンセリングは、好評を博している。

### 著作・創作活動など
2018年10月から12月まで、朝日新聞月曜夕刊の「わたし第二章」のコーナーに「ハートの声に導かれ」と題して全11回にわたって連載。
著書には『インナー・チャイルド：人生がワクワクしてくる子供心の超パワー』（講談社）のほか、自らが作詞とナレーションを担当し、矢吹紫帆が音楽を担当したイメージワークＣＤ『インナー・チャイルド：イメージで創るHAPPY LIFE』がある。
ピアノやシンギングボールのハーモニック奏者である末邑わか子とディジュリドゥ奏者の稲垣遼と組んだイメージＣＤ『星のゆりかご：倍音の響きとイメージの旅』も企画・制作。末邑の演奏で、松尾が自作の詩を朗読するイベント等も開催している。
さらに、「テトラバランス人間力学」をベースに、職場や学校、家族、恋愛などの人間関係で悩む人たちに向けて、どうしたら互いの違いを活かし合い気持ちよく創造的に生きられるかを伝えるハウツー本や小説、シナリオ、詩などの創作に取り組んでいる。

## テトラバランス人間力学
複雑な人間関係も、実は見えない力学法則に支配されている。それを、松尾は「テトラバランス人間力学」と名づけた。
人間は誰でも、社会で生きるうえで必要不可欠な6つの根源力を持っているという。自分の感性や欲求を満たして今を楽しむ「感性楽天力」、周りの人と気持ちで交流して深くつながる「感情共感力」、自分の力で目的を達成して成果を出そうと頑張る「冒険行動力」、周りの状態を緻密な方法で計画的にコントロールする「実務管理力」、それに「真理」と「大きな愛」の6力である。
この6つの力を臨機応変にバランスよく活かすことで、さまざまな問題の解決につながり、親子や夫婦、職場などのあらゆる人間関係がスムーズになり、人は本領を発揮できるとする。逆に、この力のバランスが偏っていると、さまざまな苦悩やトラブルが引き起こされる。たとえば、「感情共感力」に偏った人は、周りに合わせて自分の欲求や思いを抑えがちで、頼まれると嫌と言えず、無理して引き受けストレスになってしまう傾向がある。6つの根源力の偏りは、子供のころの生育環境や心が傷つく体験に由来することが多く、そういうケースでは、インナーチャイルド（自分の中にある子供心）を癒やすことによってバランスを整えることができる。
この6つの力の相関を、平面ではなく立体、6つの辺から成るテトラヒドロン（正四面体）で表しているので、テトラバランス人間力学と名づけられている。テトラを使った立体視点で6つの力を眺めると、生き方の違いから起きる問題や人間関係の摩擦の仕組みが解明され、違いを活かし合う具体的な関わり方の秘訣がわかりやすくなるという。
松尾の論稿によると、松尾は、子供のころから人が互いの違いを尊重せず、生き方を押し付け合ったり争ったりするのが悲しく、争いの元にあるものを知って何とかしたいと強く願ってきた。その動機に駆り立てられ、心理学や異文化間コミュニケーション、脳科学、教育学などを学び、アナウンサーやリポーターの仕事にも取り組んだという。そして、まとめた「テトラバランス人間力学」を2006年からセミナーや大学講義で実践してきた。あらゆる問題や人間関係の摩擦に効果があり、大きな手応えを感じてきたという。